# منار فريج
منار مصطفى أحمد فريج (من مواليد 29 أبريل 1988) هي مدربة كرة قدم أردنية ولاعبة سابقة وتعملُ كمساعدة مدرب للمنتخب الأردني للسيدات، ومدربة النادي الأهلي للسيدات. لعبت كمهاجمة مع منتخب الأردن على المُستوى الدولي.

## مسيرتها التدريبية
عُينت منار فريج مساعدةً لمدرب المنتخب الأردني للسيدات ديفيد ناسيمنتو في فبراير 2022.

## الإنجازات

#### كمدربة
شباب الأردن
- الدوري الأردني للسيدات : 2019
- كأس الأردن للسيدات : 2019
- بطولة أندية اتحاد غرب آسيا للسيدات : 2019

 الأهلي
- كأس الاتحاد السعودي للسيدات (2): 2024، 2025

## وصلات خارجية
- منار فريج على موقع الاتحاد الآسيوي (الإنجليزية)
- منار فريج على موقع Soccerway.com (الإنجليزية)
- منار فريج على موقع كووورة
- منار فريج على موقع GSA (الإنجليزية)